# Parc éolien du Chemin de Valenciennes
Le parc éolien du Chemin de Valenciennes est un parc éolien terrestre construit en 2023 et sis sur le finage de la commune d'Haussy, dans le département du Nord, en France. Il compte quatre éoliennes.

## Description
Quatre éoliennes sont construites en 2023 sur un axe ouest-est,, au sud du parc éolien des Saules, et tout juste au nord du parc éolien de la Chaussée Brunehaut. Ces trois parcs ont leurs éoliennes alignées. Le parc est exploité par JP Énergie Environnement.

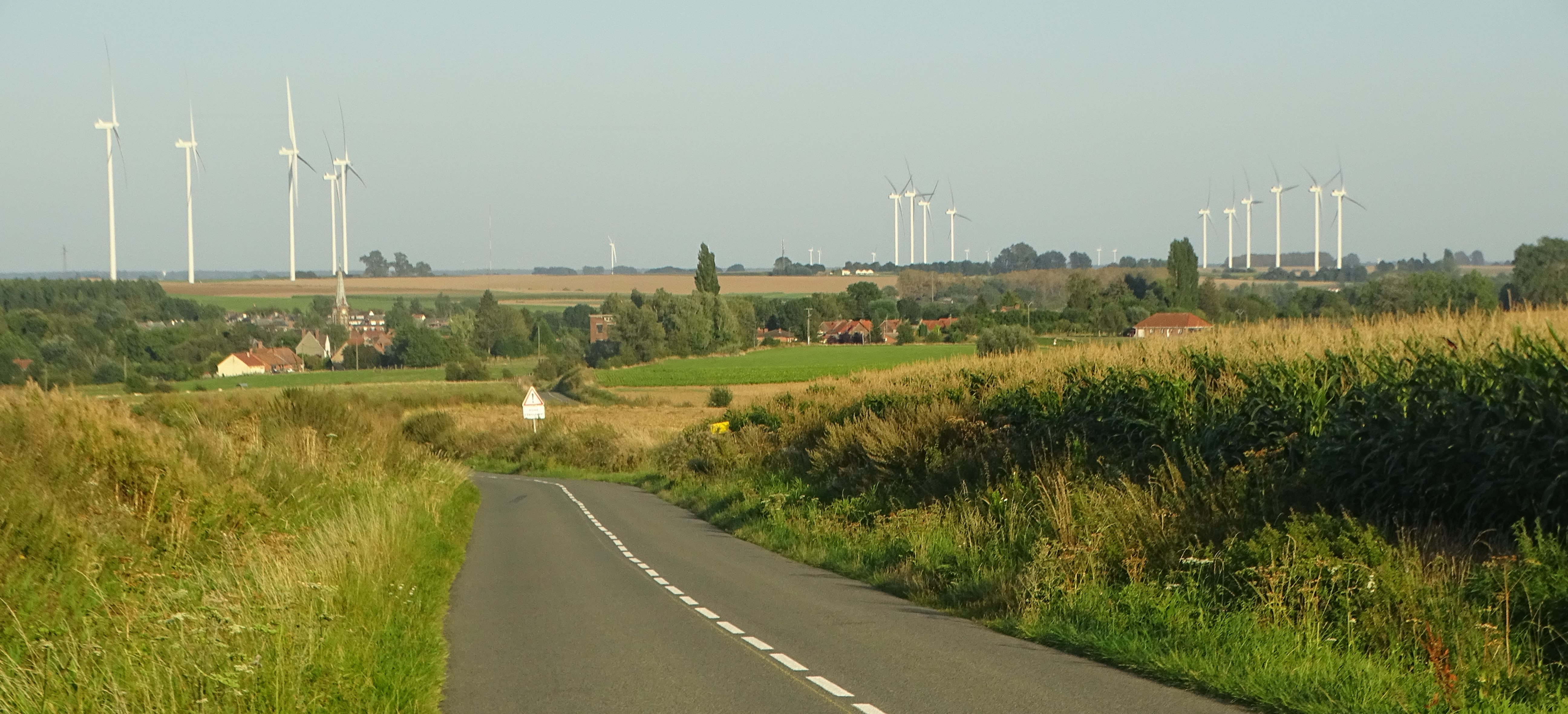
Parcs éoliens des Saules à Saulzoir (à gauche), du Chemin de Valenciennes à Haussy (au centre) et de la Chaussée Brunehaut à Haussy aussi (à droite) vus depuis la départementale 81 à Haspres fin août 2024, cette route reliant cette dernière commune à Lieu-Saint-Amand.
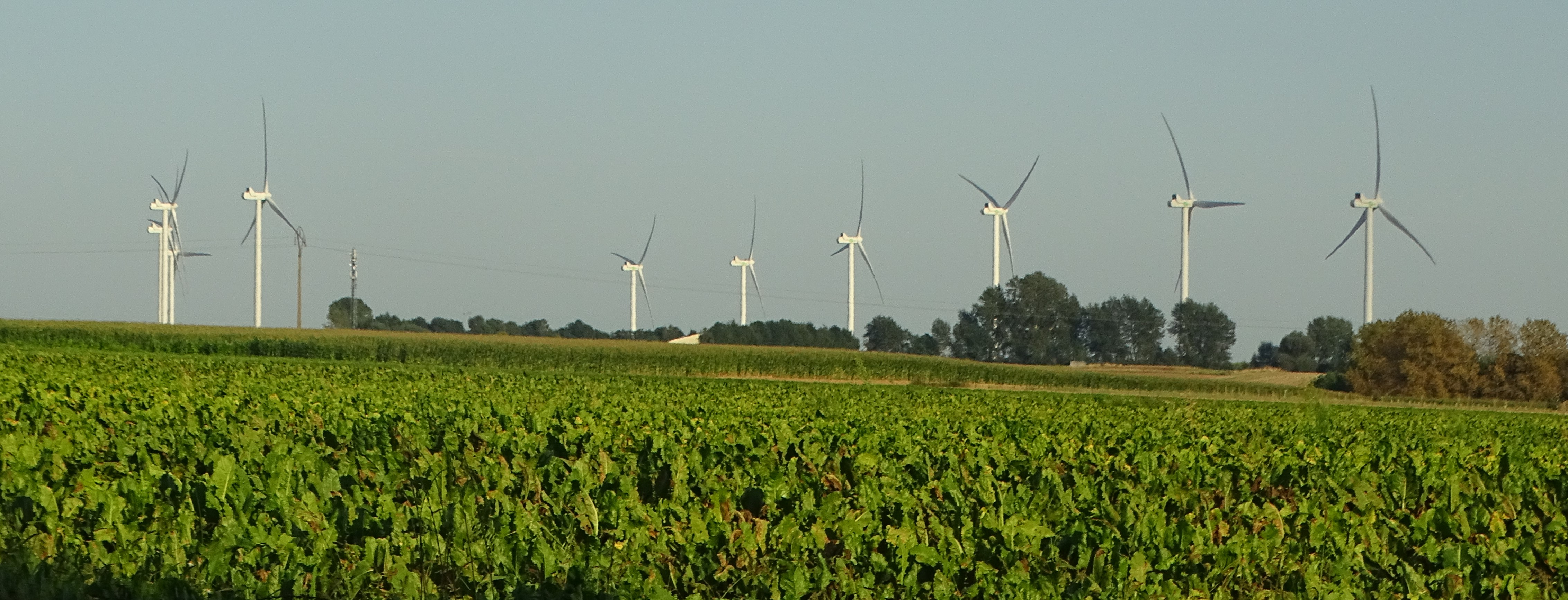
Le parc éolien du Chemin de Valenciennes (à gauche) constitue dans les faits une extension de celui de la Chaussée Brunehaut (à droite).